# Panicum prolutum
Panicum prolutum är en gräsart som beskrevs av Ferdinand von Mueller. Panicum prolutum ingår i släktet vipphirser, och familjen gräs. Inga underarter finns listade i Catalogue of Life.